# Гжельская волость
Гжельская волость — волость в составе Бронницкого уезда Московской губернии. Существовала до 1929 года. Центром волости было село Гжель (в 1924—1926 годах — село Речицы).
По данным 1919 года в Гжельской волости было 16 сельсоветов: Бахтеевский, Володинский, Гжельский, Глебовский, Григоровский, Жировский, Коняшинский, Кошеровский, Меткомелинский, Мининский, Ново-Харитоновский, Обуховский, Речицкий, Трошковский, Турыгинский, Фенинский.
В 1923 году Глебовский с/с был присоединён к Трошковскому, Григоровский — к Кошеровскому, Коняшинский — к Мининскому, а Обуховский — к Гжельскому.
В 1924 году Кошеровский с/с был переименован в Григоровский.
В 1925 году были восстановлены Глебовский, Коняшинский, Кошеровский и Обуховский с/с.
В ходе реформы административно-территориального деления СССР в 1929 году Гжельская волость была упразднена.